# Дестреан (Луїзіана)
Дестреан (англ. Destrehan) — переписна місцевість (CDP) в США, в окрузі Сент-Чарлз штату Луїзіана. Населення — 11 340 осіб (2020).

## Географія
Дестреан розташований за координатами 29°58′19″ пн. ш. 90°21′15″ зх. д. / 29.97194° пн. ш. 90.35417° зх. д. (29.972064, -90.354124).  За даними Бюро перепису населення США в 2010 році переписна місцевість мала площу 17,98 км², з яких 15,30 км² — суходіл та 2,67 км² — водойми.

## Демографія
Згідно з переписом 2010 року, у переписній місцевості мешкало 11 535 осіб у 4052 домогосподарствах у складі 3311 родини. Густота населення становила 642 особи/км².  Було 4240 помешкань (236/км²).
Расовий склад населення:
| - 79,0 % — білих - 16,4 % — чорних або афроамериканців - 1,2 % — азіатів - 0,3 % — корінних американців - 0,1 % — вихідців з тихоокеанських островів - 1,4 % — осіб інших рас |

До двох чи більше рас належало 1,6 %. Частка іспаномовних становила 6,4 % від усіх жителів.
За віковим діапазоном населення розподілялося таким чином: 26,7 % — особи молодші 18 років, 64,8 % — особи у віці 18—64 років, 8,5 % — особи у віці 65 років та старші. Медіана віку мешканця становила 38,2 року. На 100 осіб жіночої статі у переписній місцевості припадало 98,2 чоловіків;  на 100 жінок у віці від 18 років та старших — 95,0 чоловіків також старших 18 років.
Середній дохід на одне домашнє господарство  становив 88 425 доларів США (медіана — 67 099), а середній дохід на одну сім'ю — 100 019 доларів (медіана — 85 944). Медіана доходів становила 66 798 доларів для чоловіків та 42 114 долари для жінок. За межею бідності перебувало 7,6 % осіб, у тому числі 11,2 % дітей у віці до 18 років та 12,9 % осіб у віці 65 років та старших.
Цивільне працевлаштоване населення становило 5299 осіб. Основні галузі зайнятості: освіта, охорона здоров'я та соціальна допомога — 24,7 %, роздрібна торгівля — 12,7 %, виробництво — 12,2 %.